# 日本北朝年號列表

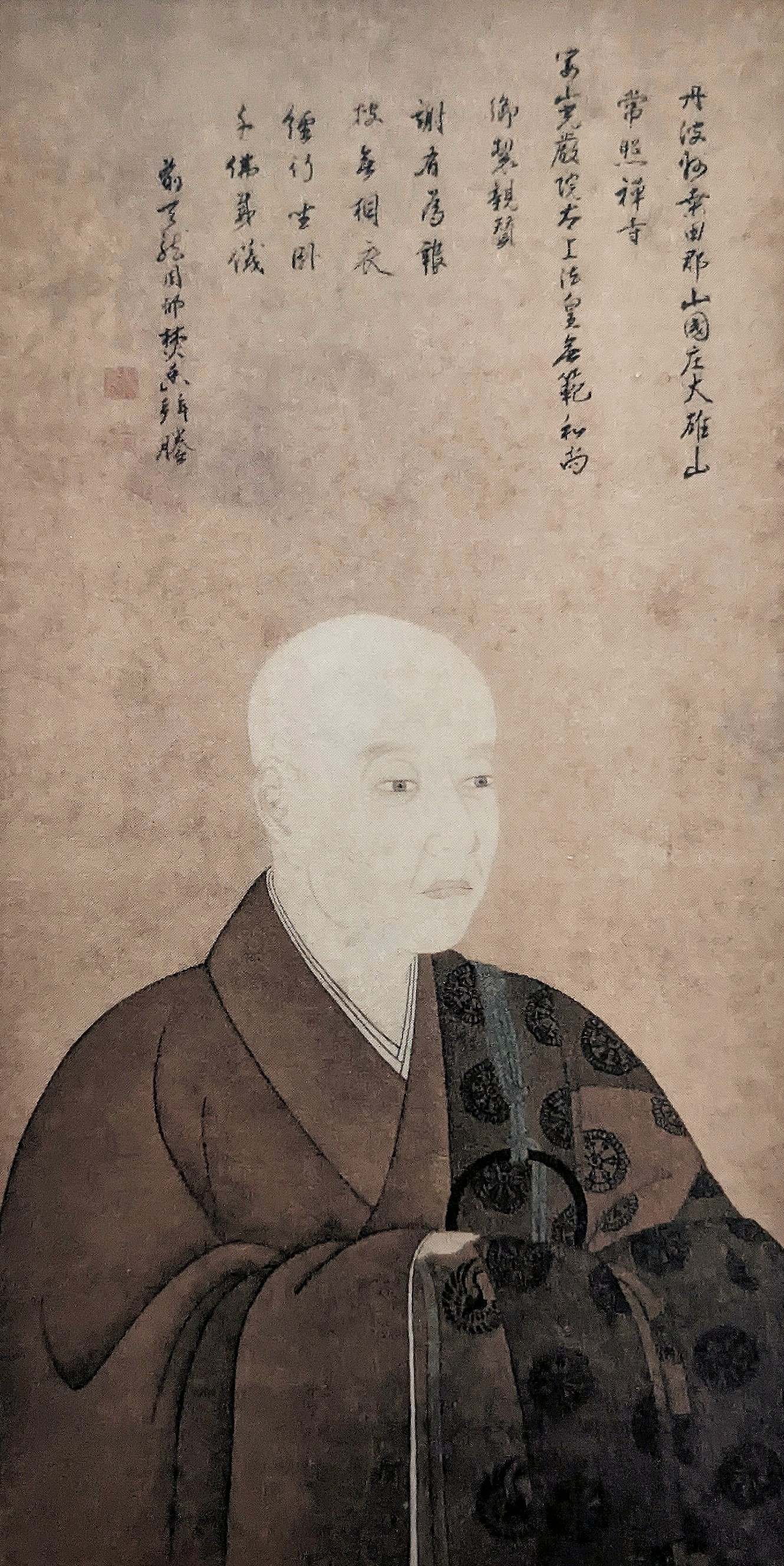
光嚴天皇為日本北朝首任天皇，改元正慶

日本自第三十六代孝德天皇即位並建元大化起開始使用年号（日语：／ Nengō、／ Gengō）為其纪年方式，並在文武天皇於701年5月3日（大寶元年三月二十一日）再度恢復使用年號後，一直持續使用年號至今。光嚴天皇為日本南北朝時代中由持明院統系擔任天皇的北朝的首任天皇，受镰仓幕府擁立。他在1332年5月23日（元弘二年四月二十八日）改元正慶，惟在1333年7月7日（正慶二年／元弘三年五月二十五日）被後醍醐天皇廢位。光嚴天皇之弟光明天皇在後醍醐天皇的建武新政失敗後受足利氏擁立繼位為北朝天皇，並在1338年10月11日（建武五年／延元三年八月二十八日）改元曆應。直至1392年11月12日（明德三年／元中九年閏十月初五日）《明德和約》締結後，南朝「元中」年號遭廢止，日本才終結了兩個年號並立的局面。
日本的年號常取中國古籍中的辭句為典故，而改元的原因除天皇即位外，多數出於迷信及牽強附會。因天皇即位而進行的改元通常在天皇即位翌年進行，但有時候也會因為亂世而不在天皇即位翌年改元。日本自醍醐天皇起開始因「辛酉革命」的緣故在辛酉年進行改元（當時為901年，由昌泰四年改元延喜），並自村上天皇起開始因「甲子革令」的緣故在甲子年進行改元（當時為964年，改元康保）。日本自醍醐天皇起也會因災禍等不祥之事而改元（當時為923年，改元延長）。
以下列表僅收錄北朝啓用的日本年號。以下列表中，各年號的使用期與典故主要出自小學館出版的《日本大百科全書》，而每個年號的典故都分別附上维基文库的文本連結供參考。

## 列表
| 年號                                                                          | 使用期 （西曆年月日）                                                         | 使用期 （和曆年月日）                                                         | 在位天皇                                                                      | 改元理由 | 典故                                                                                         | 南朝天皇   | 參考 來源          |
| ----------------------------------------------------------------------------- | ----------------------------------------------------------------------------- | ----------------------------------------------------------------------------- | ----------------------------------------------------------------------------- | --- | -------------------------------------------------------------------------------------------- | ---------- | ------------------ |
| 正慶                                                                          | 1332年5月23日 — 1333年7月7日                                                  | 元年四月二十八日 — 二年五月二十五日                                           | 光嚴天皇                                                                      | 光嚴天皇即位 | 《周易正義·益》：「以中正有慶之德，有攸往也，何適而不利哉！」                                | 後醍醐天皇 | [ 3 ] [ 4 ] [ 11 ] |
| 後醍醐天皇廢止北朝「正慶」年號，並施行建武新政（1333年7月8日—1338年10月10日） | 後醍醐天皇廢止北朝「正慶」年號，並施行建武新政（1333年7月8日—1338年10月10日） | 後醍醐天皇廢止北朝「正慶」年號，並施行建武新政（1333年7月8日—1338年10月10日） | 後醍醐天皇廢止北朝「正慶」年號，並施行建武新政（1333年7月8日—1338年10月10日） | 後醍醐天皇廢止北朝「正慶」年號，並施行建武新政（1333年7月8日—1338年10月10日）                                                                                               | 後醍醐天皇廢止北朝「正慶」年號，並施行建武新政（1333年7月8日—1338年10月10日）                | 後醍醐天皇 | [ 4 ] [ 12 ]       |
| 曆應                                                                          | 1338年10月11日 — 1342年5月31日                                                | 元年八月二十八日 — 五年四月二十六日                                           | 光明天皇                                                                      | 光明天皇即位 | 《太平御覽·天部四·月》：「《帝王世紀》曰：『堯時有草夾階而生……王者以是占曆……應和……而生。』」 | 後醍醐天皇 | [ 13 ]             |
| 曆應                                                                          | 1338年10月11日 — 1342年5月31日                                                | 元年八月二十八日 — 五年四月二十六日                                           | 光明天皇                                                                      | 光明天皇即位 | 《太平御覽·天部四·月》：「《帝王世紀》曰：『堯時有草夾階而生……王者以是占曆……應和……而生。』」 | 後村上天皇 | [ 13 ]             |
| 康永                                                                          | 1342年6月1日 — 1345年11月14日                                                 | 元年四月二十七日 — 四年十月二十日                                             | 光明天皇                                                                      | 天變 地妖 | 《汉书》：「海內康平……永保國家。」                                                           | [ 18 ]     |                    |
| 貞和                                                                          | 1345年11月15日 — 1350年4月3日                                                 | 元年四月二十七日 — 六年二月二十六日                                           | 光明天皇                                                                      | 天變 水害 疾疫 | 《艺文类聚·帝王部·後漢光武帝》：「體乾靈之休德，稟貞和之純精。」                             | [ 20 ]     |                    |
| 貞和                                                                          | 1345年11月15日 — 1350年4月3日                                                 | 元年四月二十七日 — 六年二月二十六日                                           | 崇光天皇                                                                      | 天變 水害 疾疫 | 《艺文类聚·帝王部·後漢光武帝》：「體乾靈之休德，稟貞和之純精。」                             | [ 20 ]     |                    |
| 觀應                                                                          | 1350年4月4日 — 1352年11月3日                                                  | 元年二月二十七日 — 三年九月二十六日                                           | 崇光天皇即位                                                                  | 《莊子·外篇·天地·疏》：「玄古之君天下，無為也……〔疏〕以虛通之理，觀應物之數，而無為。」                                                                                     | [ 22 ]                                                                                       |            |                    |
| 觀應                                                                          | 1350年4月4日 — 1352年11月3日                                                  | 元年二月二十七日 — 三年九月二十六日                                           | 崇光天皇即位                                                                  | 《莊子·外篇·天地·疏》：「玄古之君天下，無為也……〔疏〕以虛通之理，觀應物之數，而無為。」                                                                                     | [ 22 ]                                                                                       | 後光嚴天皇 |                    |
| 文和                                                                          | 1352年11月4日 — 1356年4月28日                                                 | 元年九月二十七日 — 五年三月二十七日                                           | 後光嚴天皇即位                                                                | - 《旧唐书·順宗紀》：「睿哲溫文，寬和仁惠。」 - 《三國志·吳書·孫權傳》：「文和於內，武信於外。」                                                                            | [ 25 ]                                                                                       |            |                    |
| 延文                                                                          | 1356年4月29日 — 1361年5月3日                                                  | 元年三月二十八日 — 六年三月二十八日                                           | 兵革                                                                          | 《漢書·儒林傳》：「延文學儒者以百數。」 | [ 27 ]                                                                                       |            |                    |
| 康安                                                                          | 1361年5月4日 — 1362年10月10日                                                 | 元年三月二十九日 — 二年九月二十二日                                           | 兵革 天變 地妖 疾疫                                                           | - 《舊唐書·音樂一》：「奏《化康》、《凱安》之舞。」 - 《史記正義》：「天下眾事咸得康安，以致天下太平。」                                                                      | [ 29 ] [ 31 ]                                                                                |            |                    |
| 貞治                                                                          | 1362年10月11日 — 1368年3月6日                                                 | 元年九月二十三日 — 七年二月十七日                                             | 兵革 天變 地震 疫病流行                                                       | 《周易·巽》：「利武人之貞，志治也。」 | [ 33 ]                                                                                       |            |                    |
| 應安                                                                          | 1368年3月7日 — 1375年3月28日                                                  | 元年二月十八日 — 八年二月二十六日                                             | 病患 天變地異                                                                 | 《毛詩正義·江漢》：「今四方既已平服，王國之內幸應安定。」 | [ 35 ]                                                                                       |            |                    |
| 應安                                                                          | 1368年3月7日 — 1375年3月28日                                                  | 元年二月十八日 — 八年二月二十六日                                             | 病患 天變地異                                                                 | 《毛詩正義·江漢》：「今四方既已平服，王國之內幸應安定。」 | [ 35 ]                                                                                       | 長慶天皇   |                    |
| 應安                                                                          | 1368年3月7日 — 1375年3月28日                                                  | 元年二月十八日 — 八年二月二十六日                                             | 病患 天變地異                                                                 | 《毛詩正義·江漢》：「今四方既已平服，王國之內幸應安定。」 | [ 35 ]                                                                                       | 後圓融天皇 |                    |
| 永和                                                                          | 1375年3月29日 — 1379年4月8日                                                  | 元年二月二十七日 — 五年三月二十一日                                           | 後圓融天皇即位                                                                | - 《尚書·虞書·舜典》：「詩言志，歌永言，聲依永，律和聲。八音克諧，無相奪倫，神人以和。」 - 《藝文類聚·山部下·虎丘山》：「九功六義之興，依永和聲之製，志由興作，情以詞宣。」 | [ 37 ]                                                                                       |            |                    |
| 康曆                                                                          | 1379年4月9日 — 1381年3月19日                                                  | 元年三月二十二日 — 三年二月二十三日                                           | 天變 疾疫 兵革                                                                | 《舊唐書》：「承成康之曆業。」 | [ 41 ] [ 42 ]                                                                                |            |                    |
| 永德                                                                          | 1381年3月20日 — 1384年3月18日                                                 | 元年二月二十四日 — 四年二月二十六日                                           | 辛酉革命                                                                      | 《羣書治要·卷第十七》：「帝永思至德以承天心。」 | [ 44 ]                                                                                       |            |                    |
| 永德                                                                          | 1381年3月20日 — 1384年3月18日                                                 | 元年二月二十四日 — 四年二月二十六日                                           | 辛酉革命                                                                      | 《羣書治要·卷第十七》：「帝永思至德以承天心。」 | [ 44 ]                                                                                       | 後小松天皇 |                    |
| 永德                                                                          | 1381年3月20日 — 1384年3月18日                                                 | 元年二月二十四日 — 四年二月二十六日                                           | 辛酉革命                                                                      | 《羣書治要·卷第十七》：「帝永思至德以承天心。」 | [ 44 ]                                                                                       | 後龜山天皇 |                    |
| 至德                                                                          | 1384年3月19日 — 1387年10月4日                                                 | 元年二月二十七日 — 四年八月二十二日                                           | 甲子革令                                                                      | 《孝經·開宗明義章》：「先王有至德要道，以訓天下，民用和睦，上下亡怨。」 | [ 48 ]                                                                                       |            |                    |
| 嘉慶                                                                          | 1387年10月5日 — 1389年3月6日                                                  | 元年八月二十三日 — 三年二月初八日                                             | 後小松天皇即位 疾疫流行                                                       | 《毛詩正義·載芟》：「將有嘉慶禎祥先來見也。」 | [ 50 ]                                                                                       |            |                    |
| 康應                                                                          | 1389年3月7日 — 1390年4月11日                                                  | 元年二月初九日 — 二年三月二十五日                                             | 病事                                                                          | 《文選·七啟八首》：「國富民康。神應休臻，屢獲嘉祥。」 | [ 53 ]                                                                                       |            |                    |
| 明德                                                                          | 1390年4月12日 — 1394年8月1日                                                  | 元年三月二十六日 — 五年七月初四日                                             | 天變 兵革                                                                     | 《礼记·大學》：「大學之道，在明明德，在親民。」 | [ 55 ]                                                                                       |            |                    |
| 明德                                                                          | 1390年4月12日 — 1394年8月1日                                                  | 元年三月二十六日 — 五年七月初四日                                             | 天變 兵革                                                                     | 《礼记·大學》：「大學之道，在明明德，在親民。」 | [ 55 ]                                                                                       | （無）     |                    |